# Jan Evangelista Purkinje
Jan (ou Johannes) Evangelista Purkinje (ou Purkyně), né à Libochovice, près de Litoměřice, le 17 décembre 1787, et mort à Prague le 28 juillet 1869, est un anatomiste et neurophysiologiste tchèque. Il apporta aux sciences biomédicales une contribution indéniable.

## Formation
Originaire de Bohême occidentale (République tchèque actuelle), il fait des études de médecine à l’Université de Prague, dont il sort diplômé en 1819. Il renonce progressivement à l’exercice de la clinique pour se consacrer à la recherche en neurobiologie, qui n’en était qu'à ses premiers balbutiements. En 1823, il devient professeur en pathologie et en physiologie à Breslau, alors en Prusse, où il fonde en 1839 le tout premier laboratoire de physiologie avant de rejoindre Prague.
Jan Purkinje était un homme d'une grande érudition : il parlait treize langues et a traduit plusieurs œuvres de Goethe ou de Schiller en langue tchèque.

## Travaux

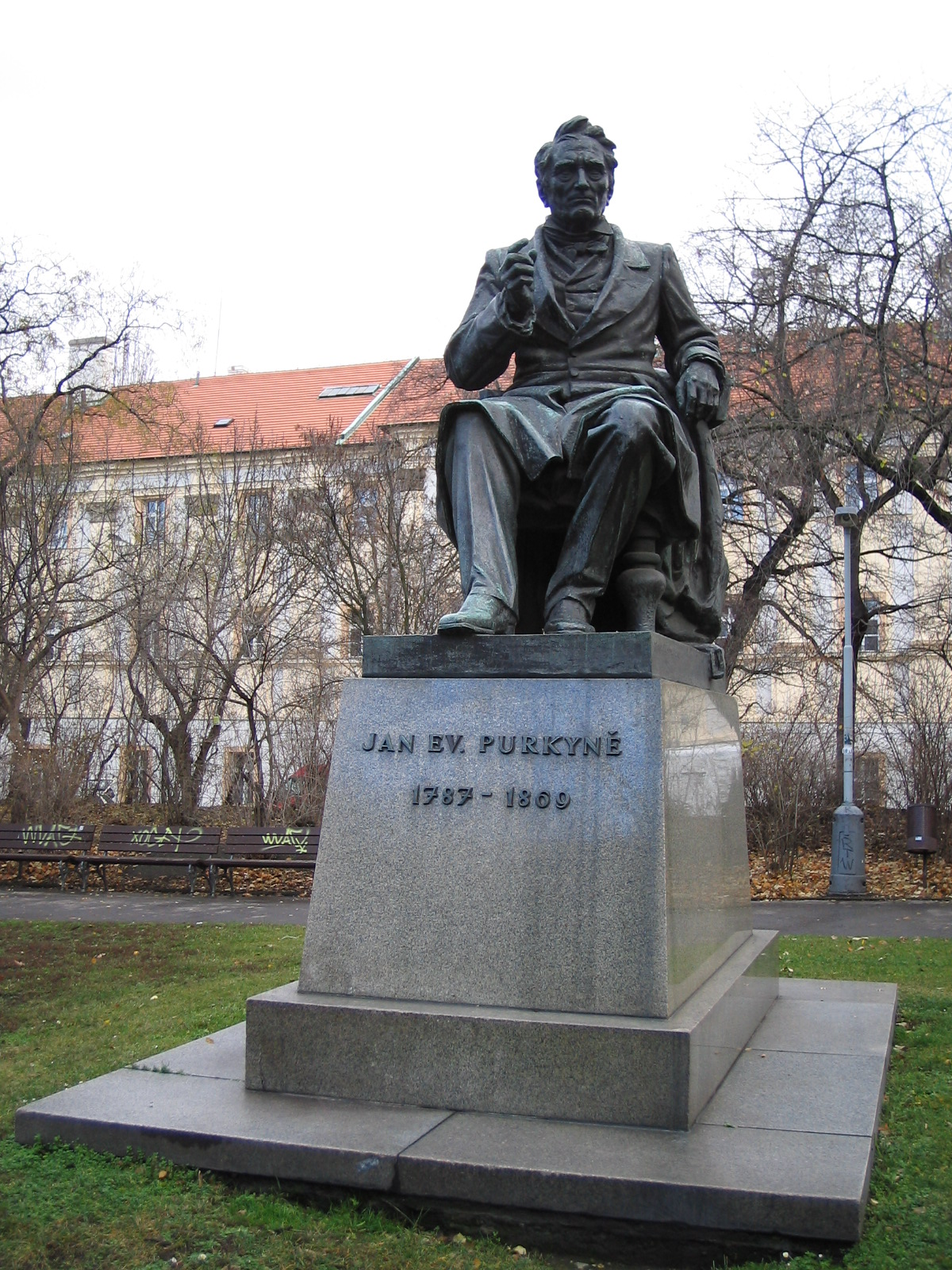
Statue à Prague.

Animation (GIF) des apparences simulées d'une fleur rouge et d'un arrière plan de couleur différente, en vision photopique (diurne), mésopique (crépusculaire), et scotopique (nocturne), dit effet Purkyne.

Jan Purkinje effectue de nombreuses expériences sur les sens qui sont considérées comme des travaux fondateurs de la psychologie expérimentale. Néanmoins, ses recherches les plus connues concernent le système nerveux.
On lui doit :
1. la découverte des cellules de Purkinje, cellules coordinatrices logées dans le cervelet ;
2. la découverte des fibres de Purkinje dans le cœur (1839) qu'il croit d'abord de type cartilagineux, puis de type musculaires, le rôle réel de ces cellules musculaires n'étant découvert qu'en 1906 par Sunao Tawara ;
3. l’introduction des termes de plasma et de protoplasme ;
4. l'introduction du microtome en biologie ;
5. différentes études des effets de la belladone, du camphre et de l'opium ;
6. la mise en évidence des tubes séminifères dans les testicules humains ;
7. la mise en évidence des glandes sudoripares qui produisent la sueur ;
8. la classification, dans une thèse en 1823, des empreintes digitales en neuf formes fondamentales (classification très proche du système utilisé de nos jours) ;
9. la mise en évidence de l'action protéolytique des enzymes pancréatiques ;
10. une multitude d’études sur l'œil et la vision en général, dont la découverte de l'effet Purkinje.

## Ses publications
- (la) Jan Evangelista Purkyně, Commentatio de examine physiologico organi visus et systematis cutanei, Breslau, Presses de l'Université de Breslau, 1823.
- (la) Purkinje, J.E. & Valentin, G. 1835. De phaenomeno generali et fundamentali motus vibratorii continui in membranis cum externis tum internis animalium plurimorum et superiorum et inferiorum ordinum obvii : commentatio physiologica (Sur le phénomène général et fondamental du mouvement vibratoire continu dans les membranes externes et internes de la plupart des animaux des ordres supérieurs et inférieurs : commentaire physiologique). Wratislaviae (Wrocław) : Sumptibus Aug. Schulz et Socii. (Éditeur) (lire en ligne.)

## Honneur
L'astéroïde (3701) Purkyně est nommé en son honneur.